# Siliboro
Siliboro ist ein osttimoresischer Ort im Suco Seloi Craic (Verwaltungsamt Aileu, Gemeinde Aileu).

## Geographie
Das Dorf Siliboro liegt im Zentrum der Aldeia Colihoho auf einer Meereshöhe von 1097 m. Eine Straße durchquert die Siedlung von Nord nach Süd, um die sich die Gebäude gruppieren. An der Südgrenze zur Aldeia Lio führt die Straße über die Brücke Ponte Ki'ik Lio. Dahinter beginnt der Ort Lio, wo sich die nächste Grundschule und eine medizinische Station befinden. Nördlich befindet sich an der Grenze der Aldeia zu Talifurleu der Weiler Colihoho.
Östlich von Siliboro befindet sich der Lago Seloi (Seloi-See), ein temporärer See, der in der Regenzeit entsteht.